# Глебовка (Костанайская область)
Глебовка (каз. Глебов) — село в Денисовском районе Костанайской области Казахстана. Административный центр Тобольского сельского округа. Находится примерно в 29 км к юго-западу от районного центра, села Денисовка. Код КАТО — 394067100.
Рядом с Глебовкой расположены могильники Жалгызагаш.

## Население
В 1999 году население села составляло 1023 человека (502 мужчины и 521 женщина). По данным переписи 2009 года, в селе проживало 712 человек (354 мужчины и 358 женщин).